# Berdejo
Berdejo est une commune d’Espagne, dans la province de Saragosse, communauté autonome d'Aragon, comarque de Comunidad de Calatayud.
Dans l'Antiquité, Berdejo était connu sous les noms de Berdeio ou Vergegium, ce qui a conduit à penser que  le lieu de naissance de saint Émilien de la Cogolla pouvait être Berceo. La commune est traversée par la Manubles, un affluent de la rivière Jalón. Elle est reliée par la route A-1502.